# Basseux
Basseux je francouzská obec v departementu Pas-de-Calais v regionu Hauts-de-France. V roce 2014 zde žilo 134 obyvatel.

## Poloha obce
Sousední obce jsou: Bailleulval, Beaumetz-lès-Loges, Monchiet a Rivière.

## Vývoj počtu obyvatel
Počet obyvatel